# 棠景街道
棠景街道（とうけいがいどう）は、広州市白雲区の街道。現行行政地名は棠景街道棠下南社区、棠景街道棠下西社区などの社区16個がある。

## 地理
広州市白雲区の南部に位置している。

## 行政区画
16社区を管轄する。

## 施設

### 交通
・地下鉄の駅：